# Así nomás
Así nomás es una comedia peruana de 2016 de la productora La Diosa Mystic Passion Films, bajo la obra y dirección de Willy Combe. La cinta está protagonizada por los actores peruanos Renzo Schuller, Franco Cabrera y Emilram Cossío. Fue estrenado el 28 de julio de 2016 en los cines peruanos a nivel nacional.

## Sinopsis
Tres amigos deciden hacer una película de zombis sin dinero y tienen que descubrir cómo hacerlo. Es así como llegan a obtener un resultado sorprendente: una película para reír de principio a fin y que deja una lección de superación de los obstáculos de la vida.

## Elenco
Los actores que participan en esta película son:
- Renzo Schuller como Víctor.
- Franco Cabrera como Orestes.
- Emilram Cossío como Jairo.
- Alonso Cano
- Amparo Brambilla
- Pold Gastello
- Óscar López Arias
- Katia Palma
- Sheyla Rojas
- Christian Wagner

## Producción

### Antecedentes

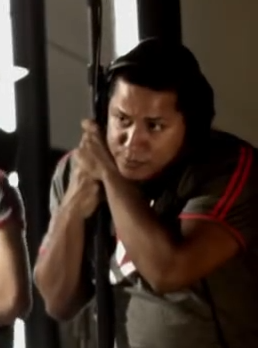
Emilram Cossío (2011), uno de los protagonistas de la película, quién interpreta a Jairo.

Así nomás es la segunda película del director Willy Combe tras el éxito de su anterior largometraje F-27 estrenado en el año 2014, basado en la tragedia aérea del club de fútbol Alianza Lima en 1987. Contando con su popularidad, Combe escribió su nueva película teniendo como protagonistas a los actores Renzo Schuller, Franco Cabrera y Emilram Cossío.[cita requerida] El título de la película se inspira  en una expresión popular del Perú, haciendo referencia de querer hacer las cosas de manera rápida y resolver los problemas con lo que tienen para cumplir su misión.

### Rodaje yavant premiere
La película se grabó a finales de 2015, contando con el debut de la exestrella de telerrealidad peruana Sheyla Rojas, sumando al reparto principal. La actriz cómica Katia Palma también fue incluida a la cinta, quién encarnaría a una secretaria.
En mayo de 2016, se estrenó el avant premiere de Así nomás, siendo previsto su estreno para el 28 de julio de ese año, en celebración del Día de la Independencia del Perú.

## Recepción
Así nomás atrajo a 54.999 espectadores en sus tres semanas en salas.